# Molophilus appressospinus
Molophilus appressospinus är en tvåvingeart som beskrevs av Alexander 1952. Molophilus appressospinus ingår i släktet Molophilus och familjen småharkrankar. Inga underarter finns listade i Catalogue of Life.